# 锡比乌大广场

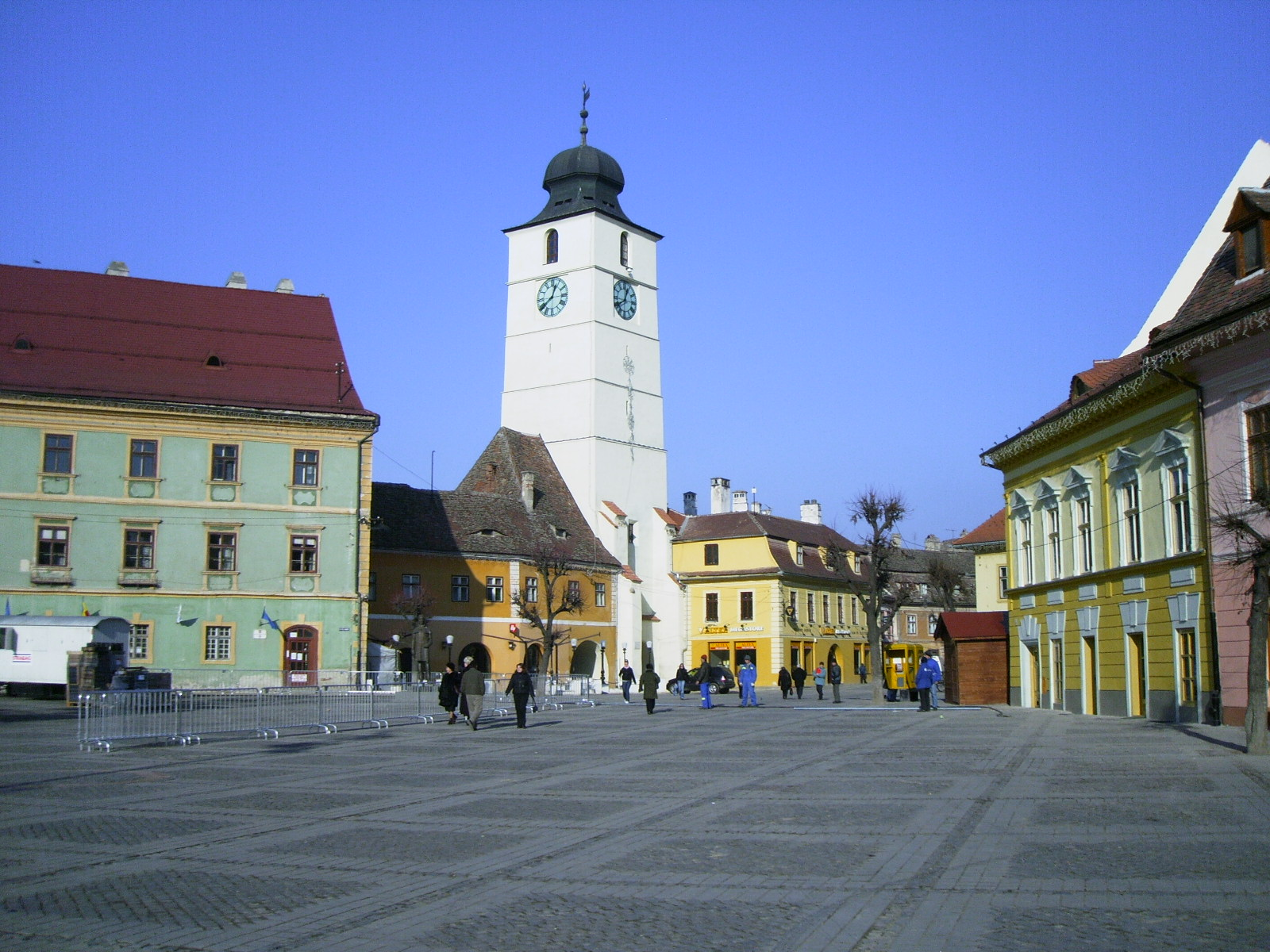
锡比乌大广场

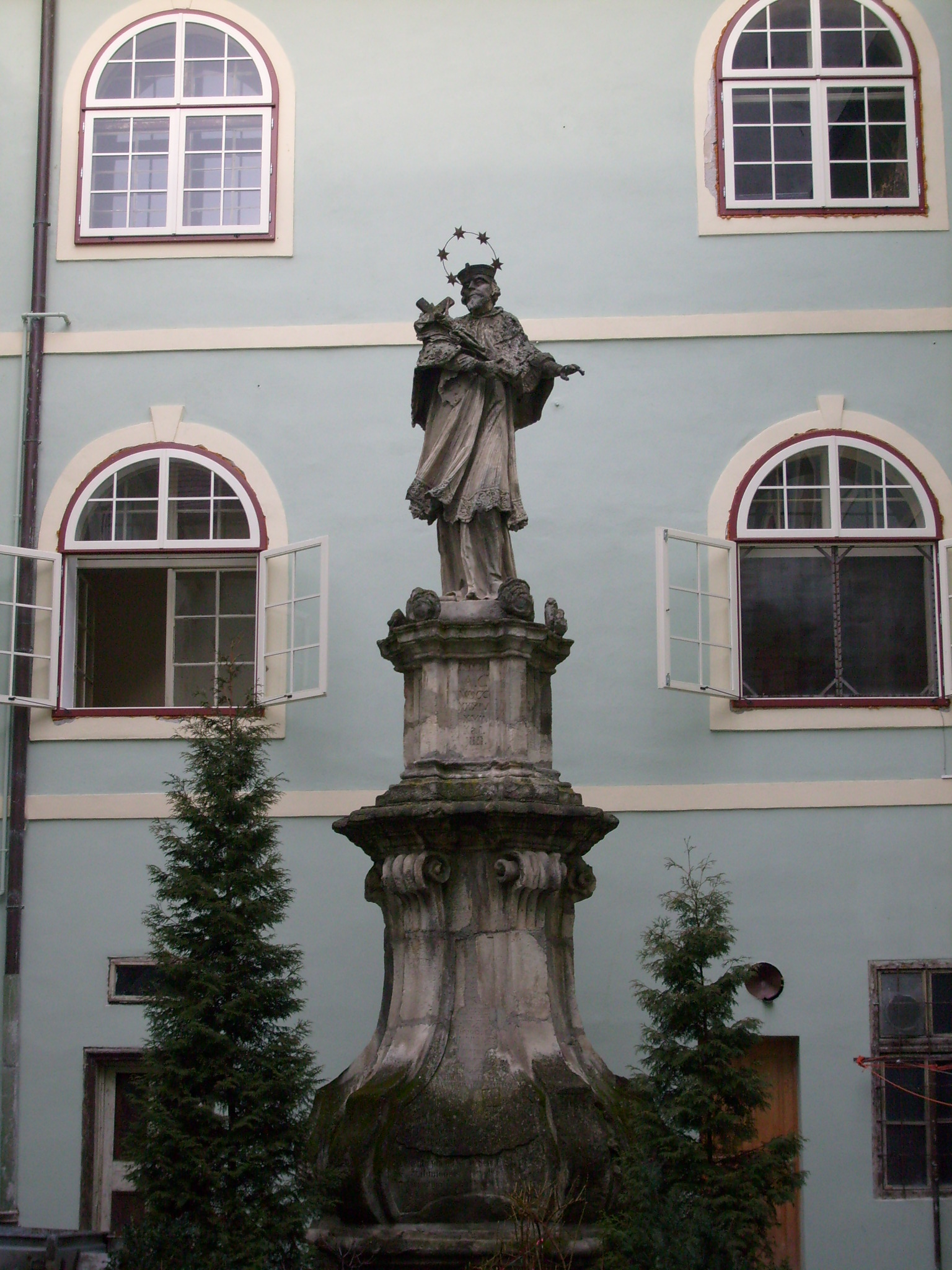
臬玻穆的若望雕像

锡比乌大广场（罗马尼亚语：Piaţa Mare，德语：Großer Ring）是该市最大的广场，自15世纪以来就是城市的中心。广场长142米，宽93米，是特兰西瓦尼亚最大的广场之一。大广场已被联合国教科文组织指定为世界遗产，在此有锡比乌一些最美丽的建筑物。
布鲁肯撒尔宫是罗马尼亚最重要的巴洛克建筑之一，坐落在大广场西北角。它兴建于1777年到1787年，是特兰西瓦尼亚总督萨缪尔·冯·布鲁肯撒尔的府邸。布鲁肯撒尔国家博物馆的主要部分设于布鲁肯撒尔宫内。毗邻布鲁肯撒尔宫的是“蓝屋”（ Casa Albastră），也是一座18世纪巴洛克建筑，立面有该市的城徽。
大广场北侧是天主教耶稣会教堂、耶稣会神父住宅，以及建于20世纪初的新艺术运动建筑，现在是市长办公室。毗邻耶稣会教堂的是始建于14世纪的市议会塔楼，为该市的标志之一。
在广场东侧和南侧是两三层的住宅，大部分为巴洛克风格，建于15-19世纪，有高耸的阁楼，和被称为“城市的眼睛”的小窗户。
罗马尼亚共产党执政初期，曾计划拆除广场北侧的中世纪建筑，兴建高楼。这一计划由于建筑师的强烈反对而受阻。
广场上有格奥尔基·拉扎尔的雕像，和1989年罗马尼亚革命锡比乌死难者的花岗岩纪念匾。过去，臬玻穆的若望雕像也坐落在广场上，但是被共产党当局迁到了不太显眼的天主教堂院内。